# Erlgraben (Ilm)
Der Erlgraben ist ein rechter Zufluss der Ilm bei Denstedt, Gemeinde Ilmtal-Weinstraße, Landkreis Weimarer Land, Thüringen.
Der Erlgraben hat zwei Quellteiche. Einer davon ist unmittelbar neben dem Speicher Kromsdorf. Er ist über einen künstlichen Graben mit dem Speicher Kromsdorf verbunden. Einen Teil des Wassers erhält dieser kleine Stausee auch über den Kummelgraben bzw. Schmerlgraben, der wiederum mit dem Klärwärk Kromsdorf verbunden ist. Der Erlgraben hat die Länge von 0,9 km. Er mündet in die Ilm. Der Erlgraben ist als Zufluss der Talsperre Kromsdorf in das Thüringer Talsperrenregister eingetragen.
Die Vorsilbe Erl verweist auf die Erlen. Die Bezeichnung geht auf das althochdeutsche erila, elira, mittelhochdeutsch erle ,'Erle, alnus" zurück.